# Counterparts (Band)
Counterparts ist eine 2007 gegründete Melodic-Hardcore-Band aus Hamilton, Ontario.
Zunächst stand die Gruppe bei Verona Records, welches von Silverstein-Sänger Shane Told gegründet wurde, unter Vertrag. Später erfolgte eine Unterschrift bei der US-amerikanischen Plattenfirma Victory Records.
Die Gruppe brachte eine Split-EP mit der Hardcore-Band Exalt (2010), die sechs Alben Prophets (2010), The Current Will Carry Us (2011), The Difference Between Hell and Home (2013), Tragedy Will Find Us (2015), You're Not You Anymore (2017) und Nothing Left To Love (2019) sowie die EP Private Room (2018) heraus. Counterparts spielten bereits Konzertreisen in Nordamerika und Europa.

## Geschichte

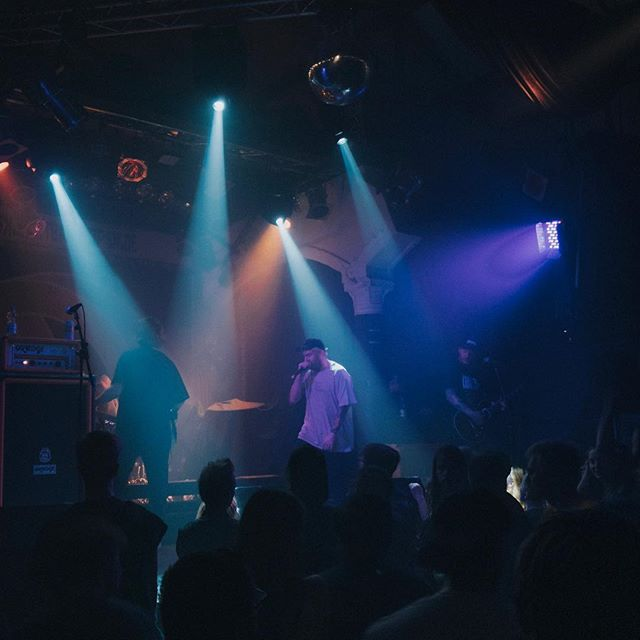
Brendan Murphy 2019 in Schweinfurth

Counterparts wurde im Jahr 2007 von Brendan Murphy (Gesang), Jesse Doreen (E-Gitarre), Curtis Washik (E-Gitarre), Eric Bazinet (E-Bass) und Ryan Juntilla (Schlagzeug) in Hamilton, Ontario gegründet. Washik verließ die Gruppe Mitte des Jahres 2009 und wurde durch Alex Re an der Gitarre zunächst sporadisch ersetzt. Er wurde später fest in die Band integriert.
Im März 2009 tourten Counterparts durch Kanada. 2010 nahm Shane Told, seines Zeichens Sänger bei Silverstein, die Gruppe bei seinem eigens gegründeten Label Verona Records unter Vertrag. Brendan Murphy ist als Gastmusiker auf Silversteins Album Rescue im Stück The Artist zu hören.
Am 23. Februar 2010 erschien das Debütalbum unter dem Titel Prophets über Verona Records. Auf der CD-Veröffentlichungsparty spielte die Gruppe unter anderem mit Structures. Im selben Jahr erschien eine Split-EP mit der Hardcore-Band Exalt. Es war die letzte Veröffentlichung mit Schlagzeuger Ryan Juntilla. Er verließ die Gruppe noch im gleichen Jahr und wurde durch Chris Needham ersetzt. Die Gruppe tourte durch Nordamerika um ihr Album zu bewerben.
Im Frühjahr 2011 unterschrieb die Gruppe bei Victory Records. Die Musiker spielten Konzertreisen bis in den Sommer. Needham, welcher noch im Vorjahr Juntilla als Schlagzeuger ersetzte, verließ die Gruppe wieder. Der Grund hierfür war, dass er sich einer Sprachtherapie unterzog. Nach einer längeren aber erfolglosen Suche stieg Ryan Juntilla erneut ein, noch bevor die Studioarbeiten an dem zweiten Album begannen. Das zweite Album, The Current Will Carry Us, erschien am 24. Oktober 2011. Das Album erhielt größtenteils positive Bewertungen, darunter im Exclaim!, The Aquarian Weekly, und im Rock Sound.
Kyle Brownlee, ehemaliger Schlagzeuger in der Deathcore-Band Majesty ersetzte Juntilla ab Sommer 2012 für die weiteren Tourneen der Band. Counterparts gab Juntillas Ausstieg aus der Band bekannt, da er nicht länger Teil der Band sein wollte. Es wurde im gleichen Statement angekündigt, dass Kelly Bilan – ehemalig bei I Am Committing a Sin und Dead and Divine aktiv – als neuer Schlagzeuger in die Gruppe aufgenommen wurde.
Am 24. Juli 2013 erschien mit The Difference Between Hell and Home das dritte Studioalbum der Gruppe. Im Herbst 2013 gab Alex Re den Ausstieg aus der Band bekannt. Er spielte lediglich die letzten Shows im Dezember 2013. In der Zwischenzeit half Adrian Lee der Gruppe als Session-Musiker auf den übrigen Konzertreisen der Band aus. Auch auf der Europa-Tournee im Februar und März 2014 mit Hundredth, Being as an Ocean und Polar war Lee als Gitarrist in der Band zu sehen.
Am 23. April 2015 wurde bekanntgegeben, dass die Band Plattenverträge bei Pure Noise Records und New Damage unterschrieben haben um ihr neues Album, welches im Sommer 2015 erscheinen soll, zu veröffentlichen. Vom 27. März 2015 bis zum 28. April 2015 tourt die Gruppe mit Hotel Books, Capsize und Better Off im Vorprogramm von Defeater durch die Vereinigten Staaten.
Am 22. September 2016 wurde bekanntgegeben, dass Schlagzeuger Kelly Bilan die Band verlassen wird. Vorübergehend wird wieder Kyle Brownlee aushelfen.
Anfang 2019 gab die Band bekannt, an einem neuen Album zu arbeiten. Dieses wird voraussichtlich unter dem Namen Nothing Left to Love Ende 2019 veröffentlicht.

## Diskografie
Alben
- 2010: Prophets (Verona Records)
- 2011: The Current Will Carry Us (Victory Records)
- 2013: The Difference Between Hell and Home (Victory Records)
- 2015: Tragedy Will Find Us (Pure Noise Records (Soulfood))
- 2017: You’re Not You Anymore (Pure Noise Records (Soulfood))
- 2019: Nothing Left to Love (Pure Noise Records)
- 2022: A Eulogy for Those Still Here (Pure Noise Records)

EPs
- 2024: Heaven Let Them Die

Split-CDs
- 2010: Split mit Exalt (Verona Records)

Musikvideos
- 2011: Jumping Ship
- 2012: The Disconnect
- 2013: Witness
- 2015: Burn
- 2015: Collapse
- 2016: Stranger
- 2017: Bouquet
- 2017: Swim Beneath My Skin
- 2018: You’re Not You Anymore
- 2019: Selfishly I Sink
- 2019: Paradise and Plague
- 2022: Unwavering Vow